# Блискоисточна музика
Блискоисточна музика односи се на музичко стваралаштво и традицију коју баштине различите народи у земљама региона Блиског истока у којима се говори арапски, иранске традиције Персије, јеврејска музика Израела и дијаспоре, јерменска музика, азербејџанска музика, различите традиције кипарске музике, музика Турске, традиционална асирска музика, коптска ритуална музика у Египту, као и други жанрови египатске музике уопште. Широко се сматра да су неки блискоисточни музички стилови утицали на Средњу Азију, као и на Балкан и Шпанију.
Широм региона, религија је била заједнички чинилац у уједињењу народа различитих језика, култура и нација. Преовлађивање ислама омогућило је великом арапском и византијском утицају да се брзо прошири кроз регион од 7. века надаље. Арапска лествица је снажно мелодична, заснована на различитим макаматима (синг. макам) или модовима (такође познатима као макам у турској музици). Рани Арапи су преводили и развијали грчке текстове и музичка дела и савладали музичку теорију музике античке Грчке (тј. Система аметаболон, енхармониум, хроматикон, диатонон). Ово је слично дастгаху персијске музике. Иако потиче од класичне музике, модални систем се филтрирао у народну, литургијску, па чак и популарну музику, уз утицај са Запада. За разлику од већине западне музике, арапска музика укључује четвртине тонова на пола пута између нота, често користећи жичане инструменте (попут оуда) или људски глас. Препознатљиве карактеристике блискоисточне и северноафричке музике укључују веома сложене ритмичке структуре, генерално напет вокални тон и монофону текстуру. Традиционална блискоисточна музика не користи акорде или хармонију у западном смислу.
Често, традиционалнија блискоисточна музика може да траје од једног до три сата, надовезујући се на нестрпљиво ишчекиване музичког врхунце, или тараб, који потиче од арапског израза طرب tarraba.

## Инструменти
Јерменски дудук је веома популаран инструмент са двоструком трском, налик обои, направљен од дрвета кајсије. Мароканска обоа, која се назива и рхаита, има усник са дуплом трском који одјекује звук низ њено дуго и уско тело. Сличан инструмент се зове сорна. Еквивалентно мизмару и зурни, више се користи за фестивале и гласне прославе. Турски утицај долази од меја, који има велику дуплу трску. Луле од бамбусове трске су најчешћа позадина трбушног плеса и музике из Египта. Флауте су такође уобичајени дрвени дувачки инструменти у ансамблима. Кавал је троделна фрула која се дува на једном крају, док је неи дуга фрула од трске, која се свира дувањем преко оштре ивице уз напућивање усана.

### Жичани
Многи инструменти потичу из региона Блиског истока . Најпопуларнији од жичаних инструмената је оуд, крушкаста лаута која је традиционално имала четири жице, иако садашњи инструменти имају до шест низова који се састоје од једне или две жице. Легенда каже да је оуд измислио Ламех, шести Адамов унук. Ово наводи Ал-Фараби, а то је део ирачког фолклора који се односи на инструмент. Легенда даље сугерише да је први оуд инспирисан обликом избељеног скелета његовог сина.
Историјски гледано, најстарији сликовни запис оуда датира из периода Урука у јужној Месопотамији пре више од 5000 година. Налази се на цилиндричном печату који се тренутно налази у Британском музеју и набавио га је др Доминик Колон, уредник специјализован за Ирак у Британском институту за проучавање Ирака.
Коришћена је углавном у дворској музици за краљеве и богате, харфа такође потиче из старог Египта ц. 3500 пре нове ере.
Широка употреба оуда довела је до многих варијација на инструменту, укључујући саз, турску лауту дугог врата која је и даље веома популарна у Турској.
Још један популаран гудачки инструмент је каноун, који је развио Фараби током ере Абасида. Легенда каже да је Фараби играо каноун на суду и наизменично терао људе да се смеју, плачу или заспу. Каноун се развио од гудачких инструмената описаних на натписима који датирају из асирског периода. Има око 26 троструких жица. Музичар има слободу да мења висину појединачних тонова од четвртине до целог корака подешавањем металних полуга.
Блискоисточна музика такође користи виолину, која је европског порекла. Виолина је усвојена у блискоисточну музику у 19. веку и може да произведе незападне скале.

### Удараљке
Ударачки инструменти играју веома важну улогу у блискоисточној музици. Сложени ритмови ове музике често се свирају на многим једноставним удараљкама. Рик الرق(врста тамбуре) и чинеле за прсте додају вишу ритмичку линију ритму положеном палицама, клепетама и другим бубњевима.
Инструмент поријеклом из Египта, дарбука (и табла и дарбука су називи на египатском арапском), је бубањ направљен од керамичке глине, са главом од козје коже залијепљеном за тијело. Дарбука се првенствено користи у Египту, а своје корене има у старом Египту. Такође се користи у другим земљама Блиског истока.

## Интернационална музика
Музика прожима блискоисточна друштва. Док је традиционална музика и даље популарна на Блиском истоку, модерна музика која помирује западне и традиционалне блискоисточне стилове, поп и фузију брзо напредује у популарности. Либанска рок звезда која наступа на енглеском, Лидија Канаан, наведена је у каталогу Рокенрол Куће славних и Музејске библиотеке и архиве у Кливленду, Охајо, САД као прва рок звезда са простора Блиског истока . Канаан је спојио блискоисточне четвртине и микротонове са англофонским роком, иновирајући јединствени стил светске музике.